# Нанфадіма Маґассоуба
Нанфадіма Магасоуба — гвінейська феміністка та політична діячка. Очолювала Національну коаліцію Гвінеї за права і громадянство жінок (CONAG-DCF), а з 2013 року є членом Національної асамблеї Гвінеї.

## Життєпис
Магассоуба народилася у префектурі Кандара. Хоча вона працювала у профспілках та громадських організаціях протягом трьох десятиліть, широке визнання вона отримала як президент CONAG-DCF. Під керівництвом Магассоуби CONAG набув національного статусу провідної організації з прав жінок і був визнаний консультативною групою при ООН.
На виборах 2013 року обрана членом Національної Асамблеї Об'єднання народу Гвінеї (ОНГ). Була міністеркою національної солідарності та просування жінок і дітей у Гвінеї. Відзначена за сприяння перемозі Альфи Конде в Кундарі на президентських виборах в Гвінеї 2015 року, Магассоуба продовжувала бути помітною представницею ОНГ у Кандарі. У червні 2016 року призначена замість Мамади Діавари на посаду голови делегаційної комісії Альянсу Веселки ОНГ (RPG Rainbow Alliance).
У травні 2017 року Магассоуба взяла участь у 4-му Форумі африканських політичних лідерів у Єльському університеті.
Магассубава була президентом Мережі парламентарок до того, як її змінила у липні 2016 року Фатумата Бінта Діалло з Союзу демократичних сил Гвінеї. Як жінка-парламентарка, вона висловилася проти легалізації багатоженства в Гвінеї. 29 грудня 2018 року разом з усіма 26 членами парламенту Магассоуба відмовилася голосувати за зміни до Цивільного кодексу, які легалізували полігамію, заборонену з 1968 року.